# Venkovský dům Gustava Helmhackera
Venkovský dům Gustava Helmhackera z roku 1939, situovaný v Plzni-Hradišti, je jednou z významných památek moderní architektury na Plzeňsku. Vila je součástí rozsáhlejšího, architektonicky jednotného areálu zahrnujícího též dům zahradníka, garáž a další objekty v zahradě. 

## Historie
Vilu nechal na místě své bývalé zděné chaty postavit plzeňský továrník Gustav Helmhacker, který podnikal v odvětví technických plynů. V roce 1938 začal stavitel Václav Harmáček dle Helmhackerovy objednávky chatu rozšiřovat na rodinný dům, a to bez stavebního povolení (na území dosud nebyl schválen regulační plán), a navíc podle jiného projektu, než který byl se žádostí o stavební povolení předložen. Projekt, který byl nakonec na místě realizován, vypracoval architekt Karel Honzík. Stavba vily byla dokončena v roce 1939. Další část areálu (vjezdová brána, domek zahradníka) pak byla dobudována v roce 1941.
Po 2. světové válce zůstala vila v rukou vlastníků (vzhledem k její malé obytné ploše do objektu nebyl nastěhován žádný další nájemce). Myšlenka využít vilu jako mateřskou školu byla zavržena kvůli umístění v příkrém svahu (ohrožení bezpečnosti dětí). Další snahy státu o zabrání objektu odvrátila tragická smrt majitele Gustava Helmhackera, který zemřel na následky úrazu. Vila je tedy doposud ve vlastnictví rodiny.
V roce 2002 byl celý areál domu zapsán na seznam nemovitých kulturních památek.

## Architektura
Architekt Karel Honzík kladl v návrhu domu důraz na jeho začlenění do krajiny. Pozemek byl terénem rozdělen na dvě části: náhorní planina u příjezdové silnice a prudký svah směrem k dolní části na břehu řeky Úhlavy. Toto členění jasně určovalo, že hlavní vstup do domu musí být v horní části, kam Honzík umístil i obytný pokoj s velkým oknem, ložnice pak netradičně umístil níže ve svahu, tj. do úrovně suterénu.
Vila stojí na půdorysu přibližně tvaru T. Stavba má sedlové taškové střechy, hrubě omítnuté zdi s kamennými sokly a dřevem obložené štíty. Architekt Honzík zde vycházel z tradiční lidové architektury.
Rozsáhlá zahrada má parkovou úpravu (terasy, vyhlídky), pouze malá část je využívána jako ovocná.